# Les Ex (film)
Pour les articles homonymes, voir Les Ex.
Pour plus de détails, voir Fiche technique et Distribution.
Les Ex est un film français réalisé par Maurice Barthélemy, sorti le 21 juin 2017. Il s'agit d'un remake du film italien Ex de Fausto Brizzi sorti en 2009.

## Synopsis
Six couples affrontent leurs relations amoureuses passées.

## Fiche technique
- Titre original : Les Ex[1]
- Réalisation et scénario : Maurice Barthélemy, d'après le scénario de Ex écrit par Fausto Brizzi, Marco Martani et Massimiliano Bruno
- Musique : Philippe Morino
- Ingénieur du son : Jean-Luc Verdier
- Photographie : Laurent Machuel
- Montage : Julien Leloup
- Costume : Karen Muller Serreau
- Décorateur : Riton Dupire-Clément
- Casting : Bénédicte Guiho
- Directeur de production : Frédéric Hubscher
- Producteur : Benjamin Phuong Dung
- Producteurs délégués : Clément Miserez, Matthieu Warter et Alain Terzian
- Sociétés de production : Radar Films et Alter Films
- Coproductions : TF1 Films Production, Quatrième Groupe, SND
- Société de distribution : SND (France)
- Budget : 5 800 930 euros[2]
- Pays :  France
- Genre : comédie
- Durée : 84 minutes
- Dates de sortie : 21 juin 2017 ( France)

## Distribution

### Famille d'Antoine Repp
- Jean-Paul Rouve : Antoine Repp, le psychologue, l'ex-mari de Laurence, le père de Norma et Gil, le frère de Caroline, le beau-frère de Didier, et l'oncle de Solène
  - Judith El Zein : Audrey, la journaliste d'Europe 1, qui flirte avec Antoine
- Elise Larnicol : Laurence Repp, l'ex-femme d'Antoine, la femme d'Yves, et la mère de Norma et Gil
  - Pierre Hiessler : Yves, le deuxième mari de l'ex-femme d'Antoine
- Hélène Rosselet-Ruiz : Norma Repp, une des deux jumelles d'Antoine et Laurence, la nièce de Didier et Caroline, et la cousine de Solène
- Marie Rosselet Ruiz : Gil Repp, une des deux jumelles d'Antoine et Laurence, la nièce de Didier et Caroline, et la cousine de Solène
- Natacha Lindinger : Caroline Atlan,  la sœur d'Antoine, la femme de Didier, la mère de Solène, et la tante de Norma et Gil
- Patrick Chesnais : Didier Atlan, le juge des divorces, le beau-frère d'Antoine, le mari de Caroline, le père de Solène, et l'oncle de Norma et Gil
- Alice David : Solène Atlan, qui a un cancer du sein, la nièce d'Antoine, la petite-amie de Greg, la fille de Didier et Caroline, et la cousine de Norma et Gil
  - Baptiste Lecaplain : Greg, le conducteur de VTC, le petit-ami de Solène, et le propriétaire du chien Jean-Claude

### Famille de Marina
- Zoé Duchesne : Marina, la danseuse québécoise, la petite-amie de Serge, et l'ex-petite-amie de Lise
- Maurice Barthélemy : Serge Drai, le chirurgien et le petit-ami de Marina
- Claudia Tagbo : Lise, la policière et l'ex-petite-amie de Marina.

### Famille de Julie
- Stéfi Celma : Julie, la fiancée d'Hector, et l'ex-petite-amie du père Laurent
- Amaury de Crayencour : Hector, le restaurateur, et le fiancé de Julie
- Arnaud Ducret : le père Laurent, l'ex-petit-ami de Julie
- Jean-Michel Martial : le père de Julie
- Christine Gagnieux : la mère de Julie.

### Autres
- David Boring (ou Estéban) : Alberto, l'artiste-peintre de l'église
- Lucia Sanchez : Sofia, la femme d'Alberto
- Patrick De Valette : le vétérinaire
- Marie Barraud : Stéphanie
- Vincent Berger : un patient
- Guillaume Cloud-Roussel : un jeune du concert nº1
- Floriant Goutieras : un jeune du concert 2
- Rani Bheemuck : Pauline
- Christophe Rossignon : le mari de la patiente
- Kee-Yoon Kim : Maître Benamou
- Amélie Jeanniot : Adèle
- Julie Farenc-Deramont : Jacynthe
- Sébastien Bonnet : Jean-Estienne
- Jenny Bellay : la vieille bigote
- Béatrice de La Boulaye : la femme de l'accueil des urgences
- Alessandra Sublet : elle-même

## Production

### Pré-production
Les Ex est un remake d'Ex, une comédie italienne, réalisée par Fausto Brizzi, Marco Martani et Massimiliano Bruno (2009).

### Attribution des rôles
Pour l'occasion, Maurice Barthélémy a retrouvé son compère de la bande des Robins des bois, l'acteur Jean-Paul Rouve (ainsi qu'Élise Larnicol) ; Baptiste Lecaplain qui a joué dans Dieumerci ! et Stéfi Celma connue pour avoir joué dans Les Profs 2 et Dix pour cent ont rejoint le casting, ainsi qu'Arnaud Ducret, Alice David, Claudia Tagbo et Patrick Chesnais.

### Tournage
Le tournage a débuté le 22 août 2016 et s'est achevé le 6 octobre 2016. Le réalisateur a choisi Paris pour son nouveau film car pour lui « Paris est considéré à travers le monde comme la capitale du romantisme »[source insuffisante].